# Formella

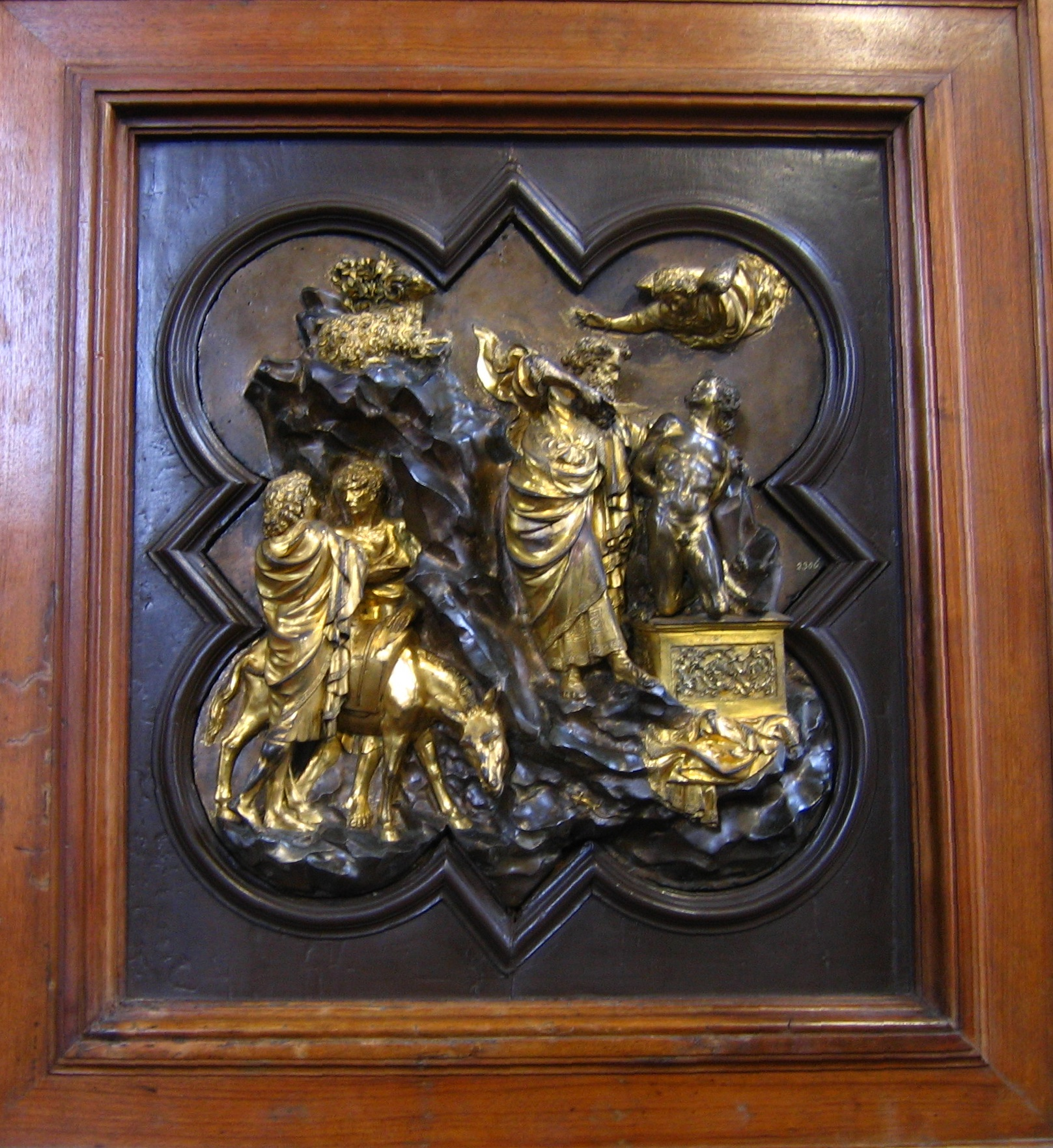
Formella di Lorenzo Ghiberti (Sacrificio d'Isacco) nella porta del Battistero di Firenze.

Una formella è un manufatto, solitamente metallico, ma anche in marmo, in ceramica o in legno, avente scopo decorativo e costituito da un bassorilievo o altorilievo in forma geometrica, spesso rettangolare o quadrangolare.

## Descrizione
La formella viene solitamente inserita in porte artistiche, come quelle delle chiese o di palazzi di pregio, ma anche in soffitti o pareti, a scopo decorativo. Elemento che accoglie elementi di pittura, di scultura o di intaglio, solitamente riproduce eventi storici o episodi delle Sacre scritture, in particolare se è presente in edifici di culto. La cornice può avere sagoma quadrata, ovale, rotonda o mistilinea.
Per quanto attiene alle formelle in metallo, si ricorda la porta del Battistero di Firenze, realizzata da Lorenzo Ghiberti nel 1401. Per gli esempi in marmo e ceramica sono note le formelle di Luca della Robbia a Santa Maria del Fiore, a Firenze.

## Galleria d'immagini

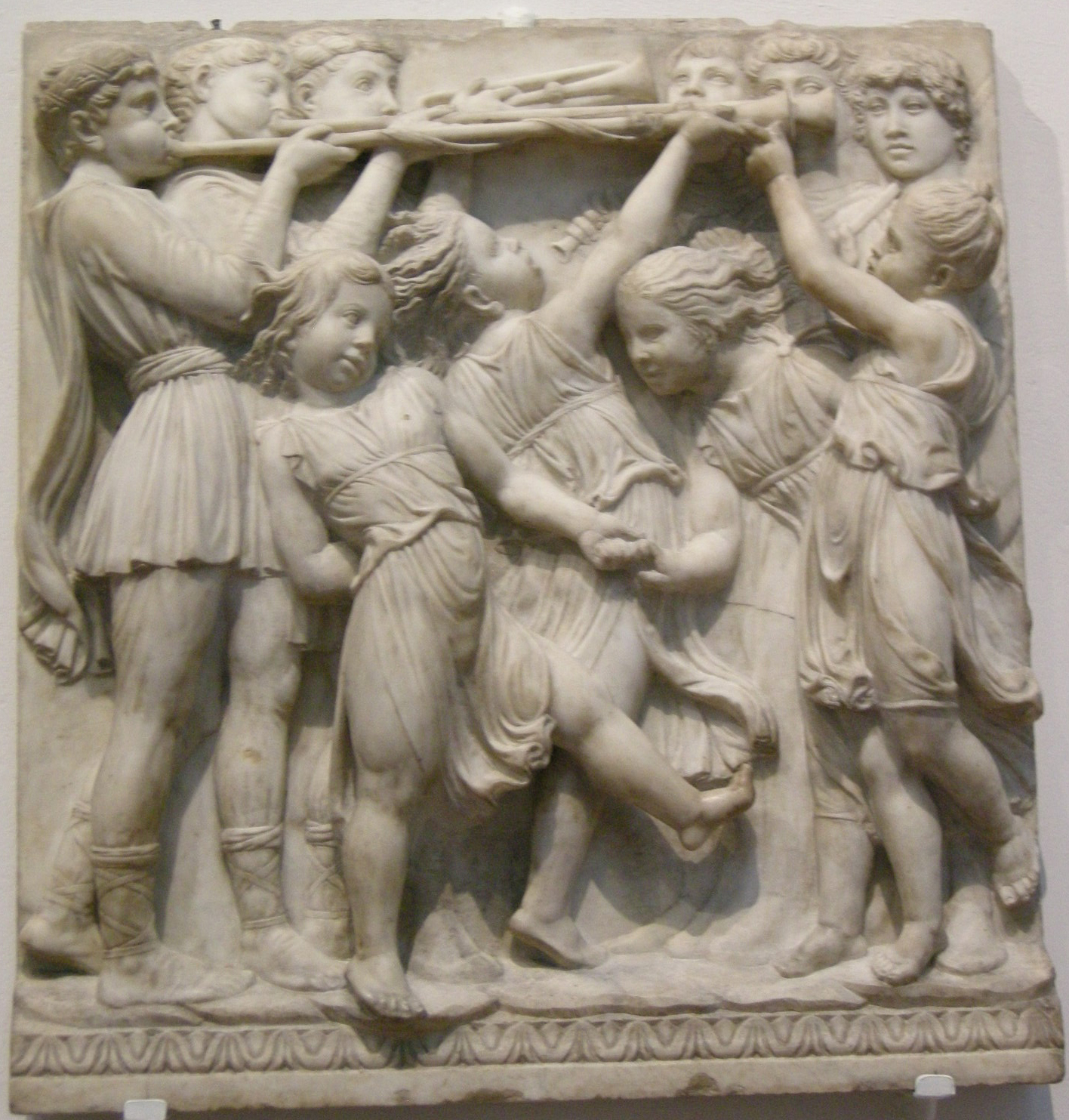
Rilievo dalla Cantoria del Duomo (1431-1438)
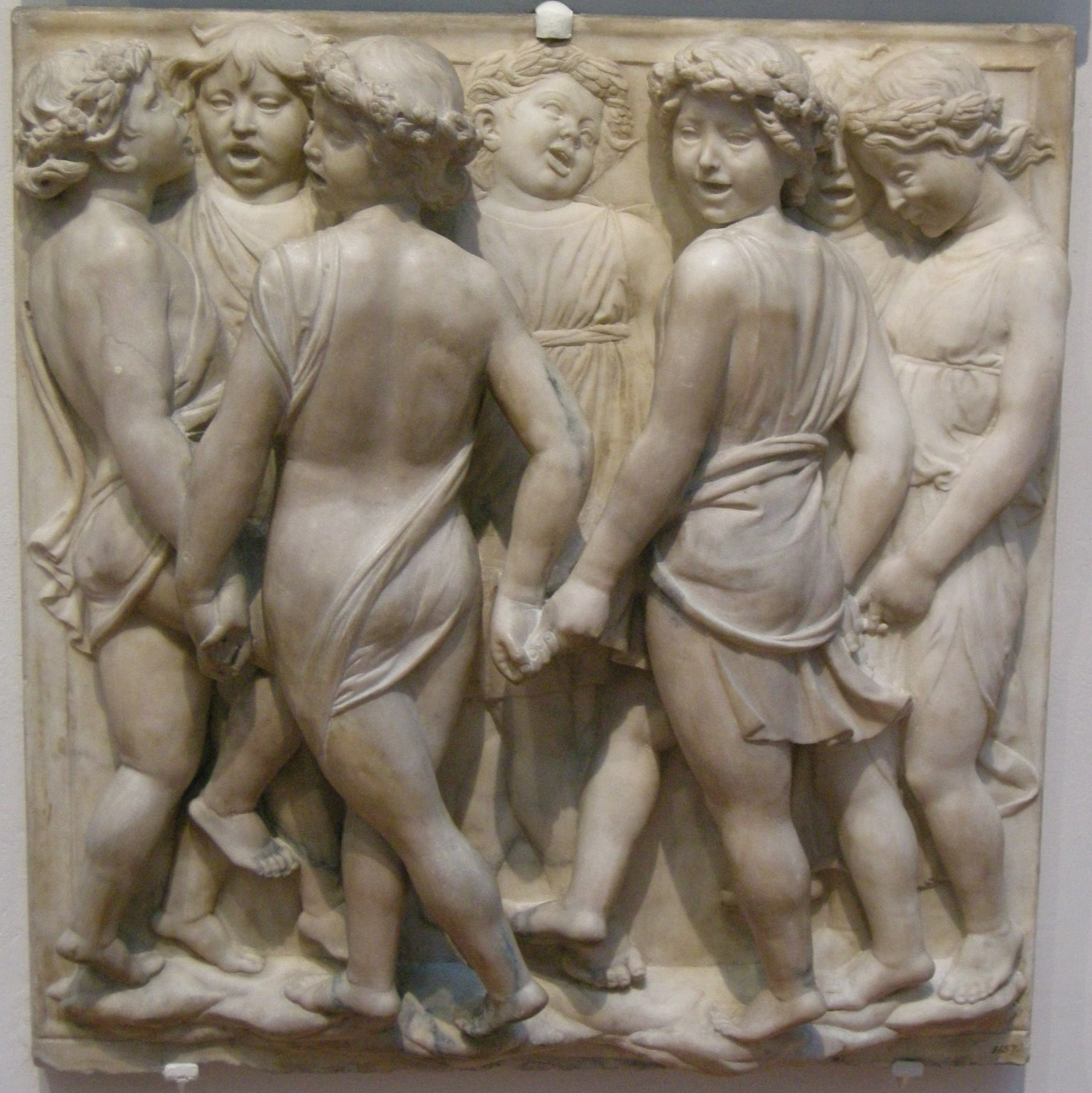
Rilievo dalla Cantoria del Duomo (1431-1438)
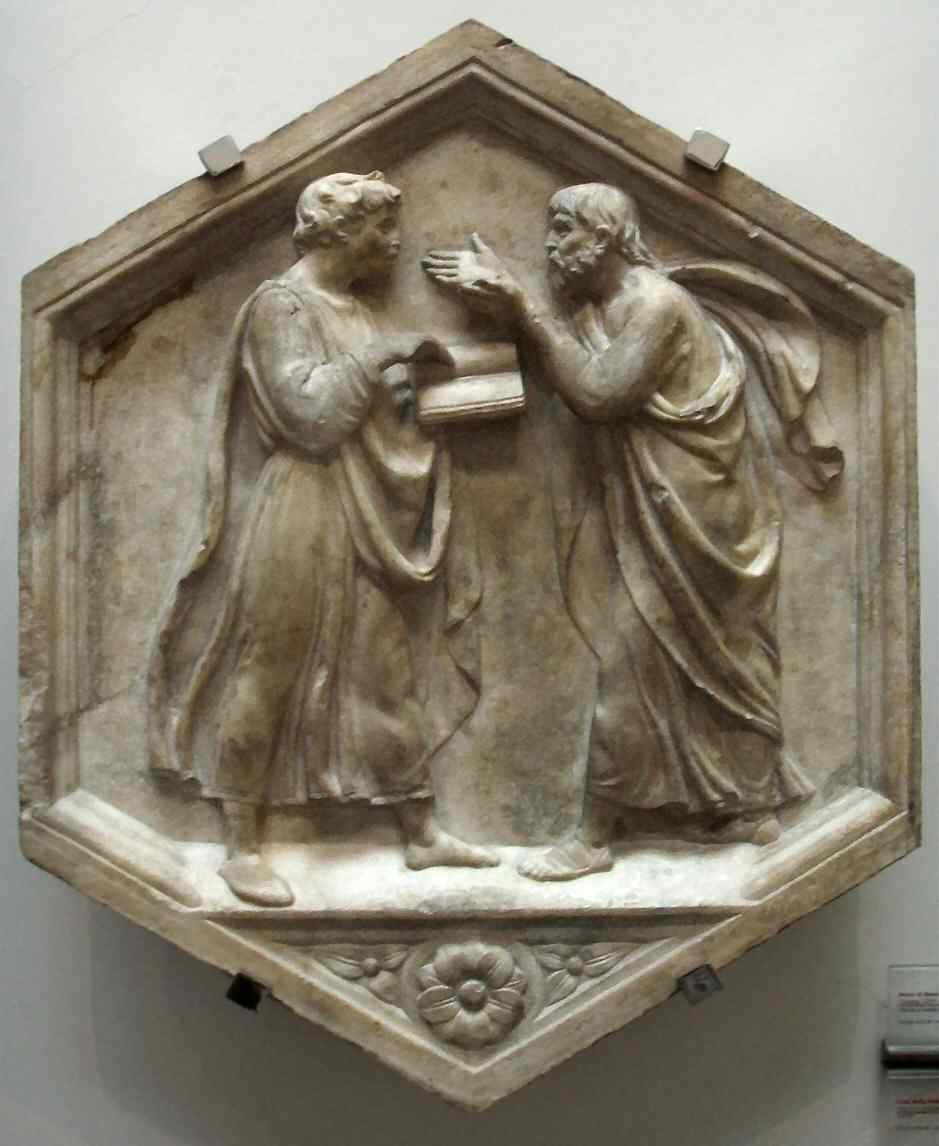
Platone e Aristotele o La filosofia, formella per il Campanile di Giotto (1437-1439)
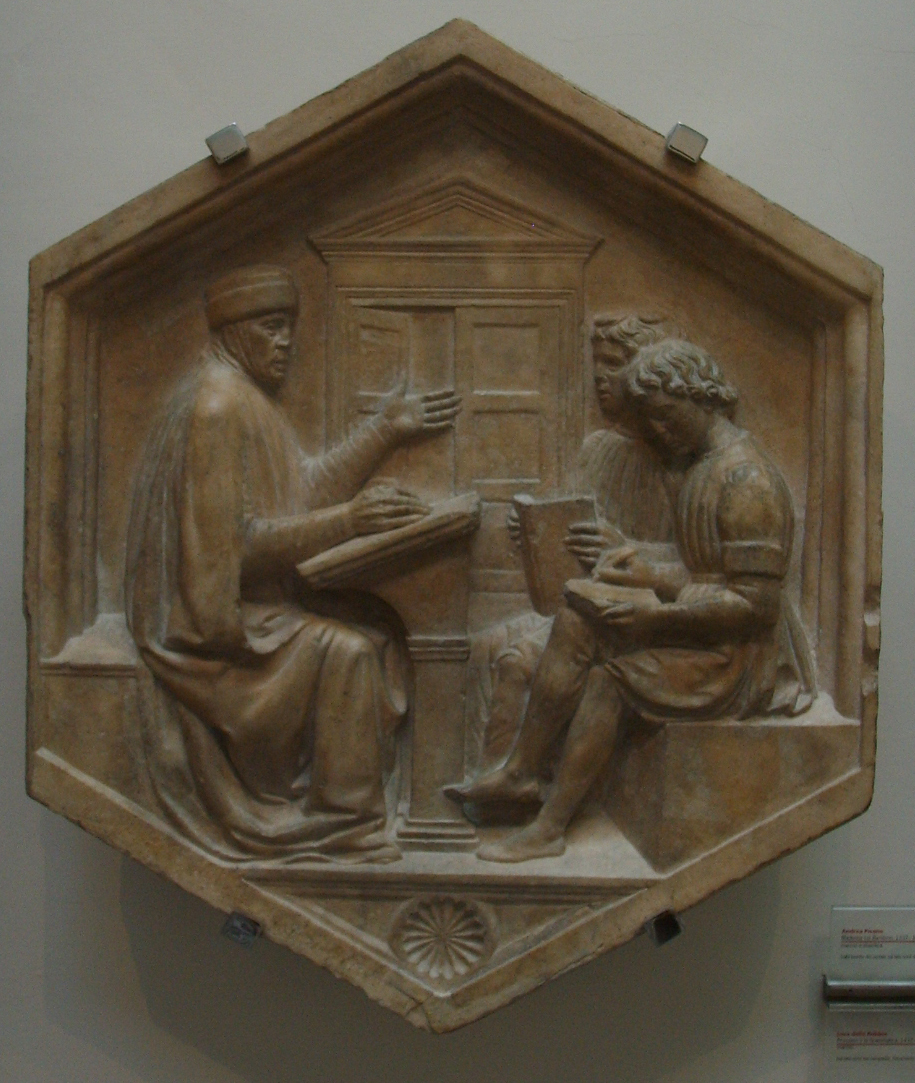
Prisciano o La grammatica, formella per il Campanile di Giotto (1437-1439)